# Каїров Багдат Санатули
Багдат Каїров (каз. Бағдат Санатұлы Қайыров, нар. 27 квітня 1993, Актобе) — казахський футболіст, захисник клубу «Актобе» та національної збірної Казахстану. Виступав також за клуб «Тобол» (Костанай). Чемпіон Казахстану. Володар Кубка Казахстану.

## Клубна кар'єра
Багдат Каїров народився 1993 року в місті Актобе, та є вихованцем місцевого футбольного клубу «Актобе». У 2012 році Каїров грав за команду «Актобе-Жас» в першому кахахському дивізіоні, після чого ще два роки грав у молодіжній команді клубу «Актобе».
У 2015 році Багдат Каїров грав у складі клубу «Каспій». У 2016 році футболіст повернувся до клубу «Актобе», в якому грав до 2019 року, та став гравцем основного складу команди. У 2020 році Каїров перейшов до клубу «Кайсар». У 2021 році футболіст перейшов до клубу «Ордабаси», проте ще в цьому році Каїров став гравцем клубу «Тобол» (Костанай), у якому грав до кінця 2023 року, та в 2021 році став чемпіоном Казахстану.
На початку 2024 року Багдат Каїров повернувся до клубу «Актобе». У складі команди футболіст у 2024 році став володарем Кубка Казахстану.

## Виступи за збірну
У 2021 році Багдат Каїров дебютував у складі національної збірної Казахстану. Станом на початок 2025 року зіграв у складі збірної 17 матчів, у яких забитими м'ячами не відзначився.

## Титули і досягнення
- Чемпіон Казахстану (1):

«Тобол» (Костанай): 2021
- Володар Кубка Казахстану (1):

«Актобе»: 2024